# Villafranca del Campo
Villafranca del Campo è un comune spagnolo di 378 abitanti situato nella comunità autonoma dell'Aragona.